# Chavanne (ruisseau)
Pour l’article homonyme, voir Chavanne.
Pour les articles ayant des titres homophones, voir Chavannes.
La Chavanne est un cours d'eau ardennais de Belgique, affluent de la Lienne faisant partie du bassin versant de la Meuse. Il coule en province de Luxembourg et en province de Liège.

## Parcours
La Chavanne est formée par une demi-douzaine de petits ruisseaux qui prennent leur source entre les villages de Manhay et de Vaux-Chavanne. Le principal de ces ruisseaux est le ruisseau de Sèrine-Fagne. Ces cours d'eau se rejoignent à Vaux-Chavanne pour former la Chavanne. Celle-ci se dirige vers le nord-est, passe sous l'autoroute E25, entre en province de Liège et poursuit son cours dans une vallée boisée et encaissée en recevant quelques petits ruisseaux. La Chavanne rejoint ensuite la rive gauche de la Lienne en amont de Trou de Bra (commune de Lierneux) à une altitude de 285 m.